# ミルクおやじ
ミルクおやじ（本名：村川 徳浩（むらかわ のりひろ）、1960年4月12日 - ）は、日本の政治家、シンガーソングライター、元酪農家。埼玉県深谷市議会議員（4期）。通称名で立候補し当選・活動している議員の一人として知られる。

## 来歴
1960年、埼玉県深谷市の酪農家の長男として生まれる。深谷市立幡羅小学校、幡羅中学校を卒業後、埼玉県立熊谷高等学校を経て、学習院大学理学部物理学科に入学するが中退。その後、立正大学短期大学部社会福祉学科二部を卒業。
1986年、26歳で家業の酪農を継ぐ。
2000年（平成12年）、雪印乳業の集団食中毒事件が発生。村川は生産者の一人として怒りを感じる一方、消費者の牛乳離れが進むのではないかと先行きの不安を抱くようになった。そんな中、酪農作業の合間に何気なく口ずさんだ鼻歌をもとに、オリジナル曲「ミルクソング」を書き上げた。
当時PTA会長を務めていた小学校の行事でこの曲を披露したところ好評を博し、これをきっかけに友人の松崎雄一（プロミュージシャン、編曲家）に編曲を依頼。CDを自主制作した。
このオリジナル曲が、地元埼玉県のFM局NACK5の音楽番組「ザ・オーディション」で、2001年8月の月間MVPに選ばれたことをきっかけに、「ミルク082（おやじと読む）」の芸名で活動を本格化。牛の気持ちになって歌おうと考え、牛の着ぐるみも制作。ダンス教室にも通い、牛のスタイルで歌って踊るパフォーマンスを行うようになった。
元々音楽が好きで、学生時代にはバンドを組み、若い頃には楽器も演奏していたほか、地域のアマチュア楽団でコントラバスを担当した経験もある。牛乳PR活動を始めるまでは音楽から離れていたが、埼玉県牛乳普及協会のイベントや、地元の幼稚園・小学校を訪問するなど、各地でのイベントやライブ活動は好評を博し、歌って踊る酪農家として評判になった。

その後、牛や牛乳、地元・深谷市の特産物（ねぎなど）をテーマにしたオリジナル曲を披露するようになり、「呼ばれたら歌いに行く」というスタイルを貫いている。活動についてはインタビューで「9割は趣味、1割は牛乳普及活動」と語っている。
2007年1月、埼玉県牛乳普及協会は、牛乳普及活動の一環として県内にある1300の全小中学校に村川のCD「乳(ニュー)ミュージック」を無償で配布。
同年10月、村川のオリジナル曲「うしうしサンバ」が、日本酪農乳業協会の液晶型ポップCMに採用され、全国の量販店の牛乳売り場で流れることとなった。
一方、自らの牧場「青空牧場」ではピーク時の2007年に約60頭の乳牛を飼育していたが、牛乳の需要低迷や飼料費の高騰が続く中、事業拡大のために行った8000万円の設備投資が負担となり、経営の見通しが立たなくなり、2008年3月に廃業。
その際に乳牛を売り払ったものの、およそ5000万円の借金が残ったという。
酪農の廃業後も、埼玉県牛乳普及協会が無料で派遣する形で小学校やスーパーなどを訪れ牛乳をPRするイベントは続けていた。

2009年、廃業をきっかけに「全国各地で歌い、牛乳をＰＲしたい」と、全国行脚の旅を始める。
牛乳の日である6月1日に地元の埼玉県を出発、牛柄の自家用車で観光牧場や道の駅、小学校、幼稚園、老人福祉施設などを巡り、路上ライブを行う。自作のオリジナルCDを2000枚作成し、1枚500円で販売。この売り上げから旅の資金を捻出したという。全国39都道県を回り、2010年6月20日に地元深谷市での全国ツアー凱旋ライブをもって行脚の旅を終える。この全国行脚の旅は各地の新聞やテレビなどで広く取り上げられた。
2011年4月、埼玉県深谷市議会議員選挙に「ミルクおやじ」の通称で立候補し、初当選。。ユニークな名前からネット上で話題を集めた。以降、4期連続で当選。
2022年1月23日投開票の深谷市長選挙に無所属の「ミルクおやじ」名で立候補すると表明していたが、準備不足などを理由して出馬を断念する。

## 通称名での立候補・議員活動
初出馬となる2011年の深谷市議会議員選挙より「ミルクおやじ」の通称で立候補。10年前から「ミルク082（おやじ）」という通称名で曲を発売していたこと、通称宛のはがきが届くこと、牛乳普及活動やミュージシャンとしての活動が通称名で新聞・雑誌などに掲載されていたことが、公職選挙法における通称使用の要件を満たすとして、選挙管理委員会に認められたという。
議員として出席する公式行事では本名の「村川徳浩」を使用し、情報発信やイベント活動は通称の「ミルクおやじ」名義で活動、状況に応じて本名と通称を使い分けているという。
牛柄の着ぐるみ姿の写真に「ミルクおやじ」の通称名が入る選挙ポスターは、ユニークな表現のポスター事例としてしばしばメディアに取り上げられる。

## 政治活動
後援会組織を持たず、今後作るつもりもないという。選挙期間中はトレードマークのホルスタインの着ぐるみを着用し、牛柄の車にスピーカーを載せ、自作の曲を流し、歌いながら選挙区を回る。

## 音楽活動
「ミルク082（おやじ）」名義で、3枚のCDをリリースしている。自らの楽曲を「乳（ニュー）ミュージック」と呼び、演歌からロックまで多くのジャンルを手掛ける。
代表曲は「ミルクソング」「うしうしサンバ」「ねぎ〜サンバ」「ゴーゴーふっかちゃん」。
2023年6月1日には、大木綾子に楽曲提供した「うしうしサンバ/酪農応援歌」が配信限定でリリースされた。

## 選挙結果
- 2011年深谷市議会議員選挙：初当選（1,814票、32人中22位）[36]
- 2015年深谷市議会議員選挙：3位当選（2,543票）[37]
- 2019年深谷市議会議員選挙：2位当選（2,446票）[38]
- 2023年深谷市議会議員選挙：5位当選（2,241票）[39]

## その他
- 熊谷高校時代の同級生には、プロのロックギタリストである葛城哲哉がいる。